# 东城街道 (龙岩市)
东城街道，是中华人民共和国福建省龙岩市新罗区下辖的一个乡镇级行政单位。

## 行政区划
东城街道下辖以下地区：
东门社区、东风社区、东宝社区、松涛社区、东街社区、平寨社区、北龙社区、社兴社区、东新社区、东宫下社区和永兴社区。